# Sharktopus
Sharktopus es una película de terror y ciencia ficción, original de SyFy de 2010, producida por Roger Corman, dirigida por Declan O'Brien y protagonizada por Eric Roberts.

## Argumento
La Marina de los Estados Unidos le encarga a un grupo conocido como "Blue Water" la tarea de, mediante manipulación genética, crear una especie mitad tiburón, mitad pulpo, para el combate. Durante una demostración atacando a narcotraficantes fuera de Santa Mónica, la bestia, llamada Sharktopus escapa del control de sus creadores y se abre camino hacia Puerto Vallarta. Perseguido por Blue Water y un equipo de televisión, el monstruo ataca a numerosos visitantes de las playas. Sharktopus es finalmente derrotado por la detonación de explosivos incrustados en su cerebro.

## Reparto
- Eric Roberts como Dr. Nathan Sands
- Sara Malakul Lane como Nicole Sands.
- Kerem Bursin como Andy Flynn.
- Héctor Jiménez como Bones.
- Liv Boughn como Stacy Everheart.
- Shandi Finnessey como Stephie.
- Peter Nelson como Comandante Cox (acreditado como Calvin Persson).

## Recepción
En Rotten Tomatoes, Sharktopus tiene un 50% de calificación, basado en 6 críticas.

## Lanzamiento
Sharktopus fue lanzado a DVD y Blu-ray el 15 de marzo de 2011.

## Secuelas
En una entrevista con Flixist.com, el productor Roger Corman dijo que podría hacer una secuela de la película. Una película de temática similar, Piranhaconda , fue lanzado en 2012. Dos secuelas oficiales llamados Sharktopus vs. Pteracuda y Sharktopus vs Mermantula serán lanzados en 2014